# Liga Małżeństwo Małżeństwu
Liga Małżeństwo Małżeństwu (LMM; ang. Couple to Couple League) – katolicka organizacja non-profit zajmująca się promowaniem naturalnego planowania rodziny. 

## Historia i profil działalności
Liga Małżeństwo Małżeństwu powstała w 1992 roku na wzór istniejącej od 1971 roku amerykańskiej organizacji Couple to Couple League, założonej przez małżeństwo Johna i Sheili Kippleyów. Podstawową formą działania LMM jest prowadzenie kursów metod rozpoznawania płodności opartych na metodzie objawowo-termicznej, przeznaczonych głównie dla małżeństw, ale także dla narzeczonych i dla osób pojedynczych. Nauczycielami są wyłącznie małżonkowie.

### Kurs
Kurs składa się z trzech kilkugodzinnych spotkań, odbywających się w miesięcznych odstępach. Poruszane są tematy odpowiedzialnego rodzicielstwa, płodności po porodzie, karmienia piersią, odstawienia pigułki antykoncepcyjnej i okresie premenopauzy.

### Finansowanie i przynależność
Środki na prowadzenie i rozwijanie nowych form działalności są pozyskiwane z rozprowadzania materiałów oraz dzięki darowiznom. Stowarzyszenie należy do Polskiej Federacji Stowarzyszeń Rodzin Katolickich oraz do Polskiej Federacji Ruchów Obrony życia. 

## Publikacje
Źródło:
- Liga Małżeństwo Małżeństwu: Sztuka Naturalnego Planowania Rodziny: kurs podstawowy
- Liga Małżeństwo Małżeństwu: Sztuka Naturalnego Planowania Rodziny: powrót płodności po porodzie
- Kippley J. i S., Sztuka Naturalnego Planowania Rodziny, LMM, Piaseczno 2004

LMM wydaje biuletyn Fundamenty Rodziny.